# Artem Tavakalyan
Artem Tavakalyan (Moscú, 24 de septiembre de 1995) es un jugador de baloncesto profesional armenio nacido en Rusia. Es internacional por Armenia.

## Carrera deportiva
Es un alero de padres armenios, nació en Moscú, pero siendo niño emigró junto a su familia a Estados Unidos, formándose allí posteriormente en Florida Air Academy (High School). Sería reclutado en 2014 por los Delaware State Hornets, y ya en el verano de 2015 las selecciones inferiores de Armenia contaron con él, a pesar de nunca haber vivido en el país caucásico, y a partir de ese momento fue un habitual del combinado nacional. En su último año como universitario (temporada 2017-18) promedió en la NCAA una cifra de 10,8 puntos y 5,5 rebotes por encuentro, con un acierto del 42,1% desde el perímetro realizando 3 lanzamientos por encuentro.
En agosto de 2018 el jugador firma por una temporada con el Araberri Basket Club para jugar en Liga LEB Oro, siendo su primera experiencia como profesional. En febrero de 2019, abandona el conjunto vasco tras disputar 23 encuentros de Liga con el Sáenz Horeca, promediando 6 puntos, 2 rebotes y 2,7 puntos de valoración en los 15’33” disputados por encuentro. En marzo de 2019, fue certificado para Besançon Avenir Comtois en el Campeonato de francés.

## Selección nacional
Tavakalyan representó a su país a nivel juvenil y absoluto.
Fue parte del equipo que conquistó el título en el Campeonato Europeo de Baloncesto de los Países Pequeños de 2016. 